# انجامش میدیم (ترانه چارلی ایکس‌سی‌ایکس)
«انجامش میدیم» (به انگلیسی: Doing It) ترانه‌ای توسط خوانندهٔ انگلیسی چارلی ایکس‌سی‌ایکس از دومین آلبوم استودیویی وی مکنده (۲۰۱۴) می‌باشد؛ نسخهٔ جایگزین این ترانه به‌همراهٔ خوانندهٔ انگلیسی ریتا اورا در ۳ فوریهٔ سال ۲۰۱۵ به‌عنوان سومین تک‌آهنگ از مکنده منتشر شد.